# Estudio

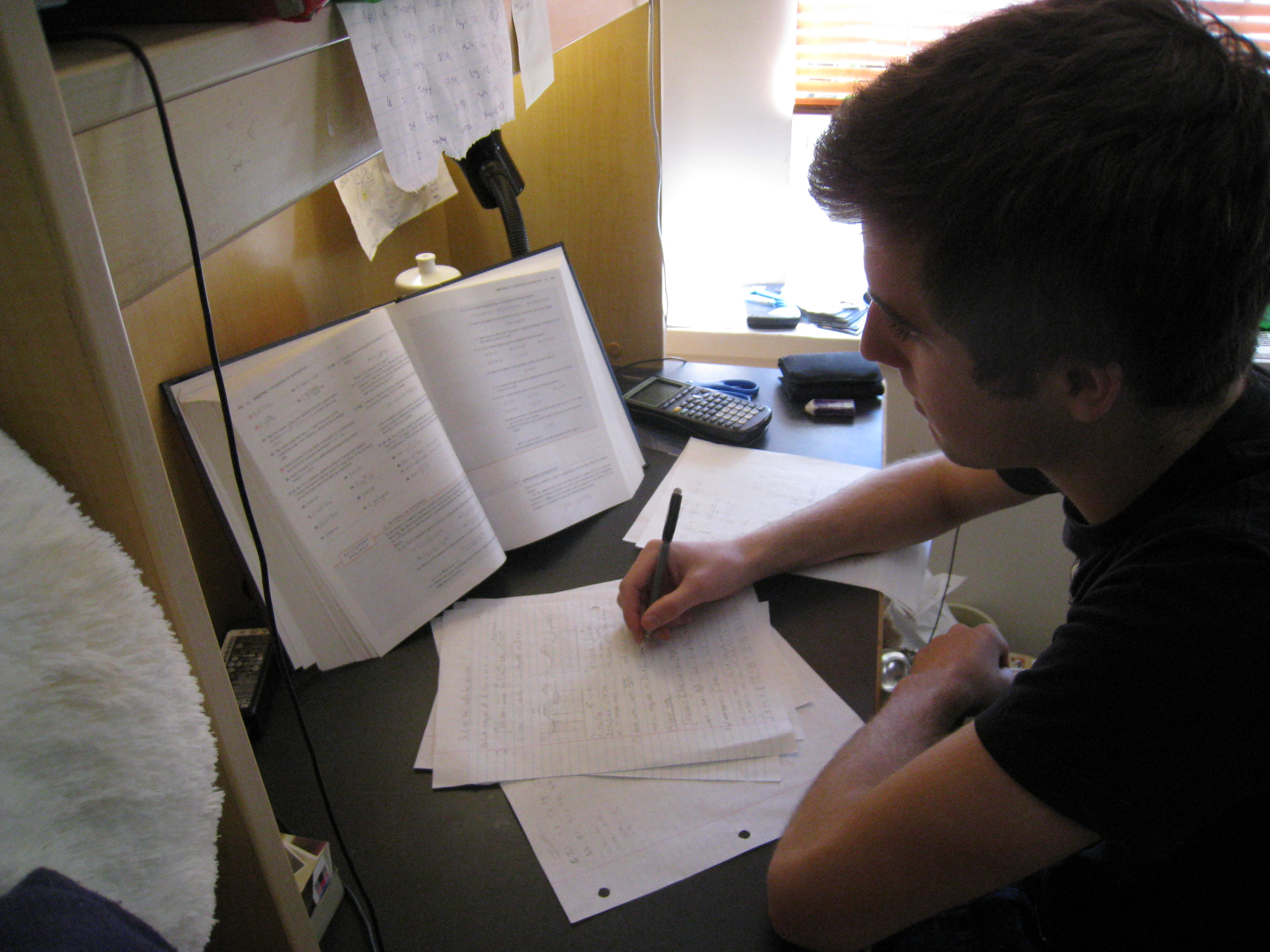
Alumno estudiando

El estudio es el conjunto de técnicas y estrategias puestas en práctica por un sujeto, denominado estudiante, para incorporar conocimientos de una determinada disciplina o de las relaciones entre estos y otros conocimientos. En el ámbito más general del aprendizaje, es característica la voluntad que pone en práctica el estudiante para abordar un tema específico.

## Técnicas de estudio
Las técnicas de estudio o estrategias de estudio son distintas perspectivas aplicadas al aprendizaje general. Hay una variedad de técnicas de estudio, que pueden enfocarse en el proceso de organizar, tomar y retener nueva información, o superar exámenes.Estas técnicas incluyen mnemotecnia(s), que ayudan a la retención de listas de información, y toma de notas efectiva.
Es una manera formulada que de este modo y bajo esta denominación, se integran y agrupan técnicas directamente implicadas en el propio proceso del estudio; tales como la planificación de dicha actividad, el subrayado, el resumen, la elaboración de esquemas, el repaso, entre otros.; así como otras estrategias que tienen un carácter más complementario, como pueden ser la toma de apuntes o la realización de trabajos escolares.
En cuanto a la enseñanza de estas técnicas, tanto la psicología del aprendizaje (particularmente la concepción "constructivista" procedente de la psicología cognitiva), como la práctica educativa, coinciden en considerar el modelado y el moldeado docente como las estrategias didácticas más idóneas a la hora de promover un aprendizaje eficaz y profundo de dichas estrategias.
Aunque frecuentemente se les deja al estudiante y a su red personal de soporte, se está incrementando la enseñanza de las técnicas de estudio a nivel de la escuela secundaria y universidad. Existe disponible un gran número de libros y sitios web, que abarcan desde trabajos acerca de técnicas específicas, tales como los libros de Tony Buzan sobre mapas mentales, hasta guías generales para un estudio exitoso.
Más ampliamente, una técnica que mejora la habilidad de una persona para estudiar y superar exámenes puede ser denominada técnica de estudio, y esto puede incluir técnicas de administración del tiempo y motivacionales.

## Ambiente de Estudio
Para llevar a cabo el estudio de manera óptima es necesario considerar el ambiente en el cual se está trabajando. Es recomendable un ambiente físico adecuado y libre de distracciones para beneficiar al proceso de estudio, por lo cual, es necesario definir una buena ubicación para estudiar y que la distribución del espacio sea adecuada para localizar todos los elementos utilizados en el momento de estudio.
La presencia de elementos distractores como la música o la televisión mientras se estudia puede dificultar la concentración; sin embargo, también se sugiere que el silencio total no es un factor óptimo para todos, por lo cual, se recomienda analizar y determinar el ambiente de ruido adecuado para llevar a cabo el estudio personal.